# 樋口強
樋口 強（ひぐち つよし、1952年 - ）は、日本の作家。全日本社会人落語協会副会長。アマチュア落語家でもあり、高座名は一合庵 小風（いちごうあん こかぜ）（羽太楽家はじ鶴改め）。いのちの落語独演会主宰。
悪性の癌を乗り越えた体験をもとに執筆活動を行なうとともに、趣味であった落語を本業として全国でいのちの落語講演を行なっている。「笑いは最高の抗がん剤」「生きてるだけで金メダル」等をテーマに、癌患者たちに「いのちの落語独演会」（旧・いのちに感謝の独演会）を年に一度開催している。

## 来歴
兵庫県姫路市出身。落語好きの父の影響で、幼い頃から落語を聞いて育つ。新潟大学法学部在学中には落語研究会で活動。東レに就職後、1979年に第6回全日本社会人落語選手権大会に出場し、以来、大会常連出場者となる。第11回大会では、32歳にしてついに優勝を果たす。しかし本業が多忙になるにつれ、一度は落語から遠ざかる。
1996年、人間ドックで肺癌の宣告を受ける。樋口の癌は小細胞癌であり、当時は治療が困難で、3年生存率は5パーセント、5年生存率になると数字がないとまで言われていたが、大手術、そして抗癌剤の副作用との激しい戦いの末、再発の危機を乗り切る。
後に本業に復帰するが、体への負担が増したことから、2005年に東レを退職。以来、後遺症を抱えた身でありながら、癌患者だからこそ理解できる命の尊厳や生きる喜びを伝えるための執筆活動を行なうとともに、癌患者たちを観客に招いての落語の独演会を毎年開催している。また、日本全国で講演と落語を組み合わせた講演会を行なっており、「いのちの大切さとありがたさ」 「家族への愛」「普通のことが普通にできる喜び」などのテーマが多くのメディアで評判を呼び、全国から講演依頼が舞い込んでいる。その生き様や取り組みは『ニュースウオッチ9』『生活ほっとモーニング』『こころの時代』『奇跡体験!アンビリバボー』『テレメンタリー』などのテレビ番組でも取り上げられ、大きな反響を呼んでいる。

## アマチュア落語家としての活動
入院中に副作用の苦痛を落語のテープで紛らわせ、落語の魅力を再認識したことや、癌の危機を乗り越えた記念の意味で、2001年9月18日、初の落語独演会を開催。当初は公民館などで小規模に行う予定だったが、柳家喜多八の支持により上野の寄席・広小路亭で開催された。定員70人のところ、癌患者仲間とその家族たちなど、定員の倍以上の150人もの客が押し寄せ、予想外の好評を博した。また、演目の一つが医者を題材とした『代脈』であったことから、枕として樋口自身の病院体験を小咄風に話したところ、意外な好評を得た。
この好評を受け、翌2002年9月18日に第2回を開催。会の目的を、癌の苦しみと現在生きている喜びを患者たちと家族たちでを笑いを通じて共有すること、そして今まで自分を助けてくれた人々への恩返しと明確化し、前回は有料であった会費を無料とし、招待客を癌患者とその家族のみに限定した。また前回の広小路亭は少人数の上、畳敷きのために癌患者が長時間座るのが困難といった配慮から、深川江戸資料館の小劇場を会場とした。この第2回で初めて、前回に枕とした自身の病院体験を、『病院日記』と称した自身の創作落語に仕立て直し、演目とした。樋口にとっては初のオリジナル演目ではあったが、客を癌患者関係に限定したことが功を奏したと見られ、予想以上の好評であった。
やがてこの独演会は、深川江戸資料館を運営する東京都江東区の支援を受け、翌年以降も毎年9月に癌患者とその家族のみを招待し、都度、『病院日記』を内容を変えつつ披露するというスタイルが確立し、後に至っている。全国各地から観賞の申込みがあり、毎回キャンセル待ちが出るほどの人気を得ている。2007年10月ではイタリアのミラノで公演。2010年には患者たちに希望と勇気を与える活動として評価され、シチズン・オブ・ザ・イヤーを受賞した。
20年以上続けてきた樋口の活動であるが、抗がん剤の後遺症が続き全身の感覚がほとんどなく、近年は目がほとんど見えなくなったことから、2022年11月に活動を終了。その後、患者の希望や妻の支えに背中を押される形で、2023年6月に規模を縮小して落語会第2期の活動を再開している。

## 著書
- 『いのちの落語』文藝春秋、2006年。ISBN 978-4-16-366430-9。
- 『つかむ勇気手放す勇気』春陽堂書店、2006年。ISBN 978-4-394-90245-4。
- 『生きているだけで金メダル いのちの落語講演会』春陽堂書店、2007年。ISBN 978-4-394-90255-3。
- 『あなた、最近笑えてますか』五味太郎画、日本経済新聞出版社、2009年。ISBN 978-4-532-16709-7。
- 『笑いの海に飛び込めば、生きている手掛かりが見つかる』KKロングセラーズ、2011年。ISBN 978-4-8454-2214-2。
- 『掴みとるいのち』春陽堂書店、2011年。ISBN 978-4-394-90287-4。

## DVD
- 『落語良寛ものがたり』考古堂書店、2015年。ISBN 978-4-874-99835-9。